# Koło Valeriepierisa

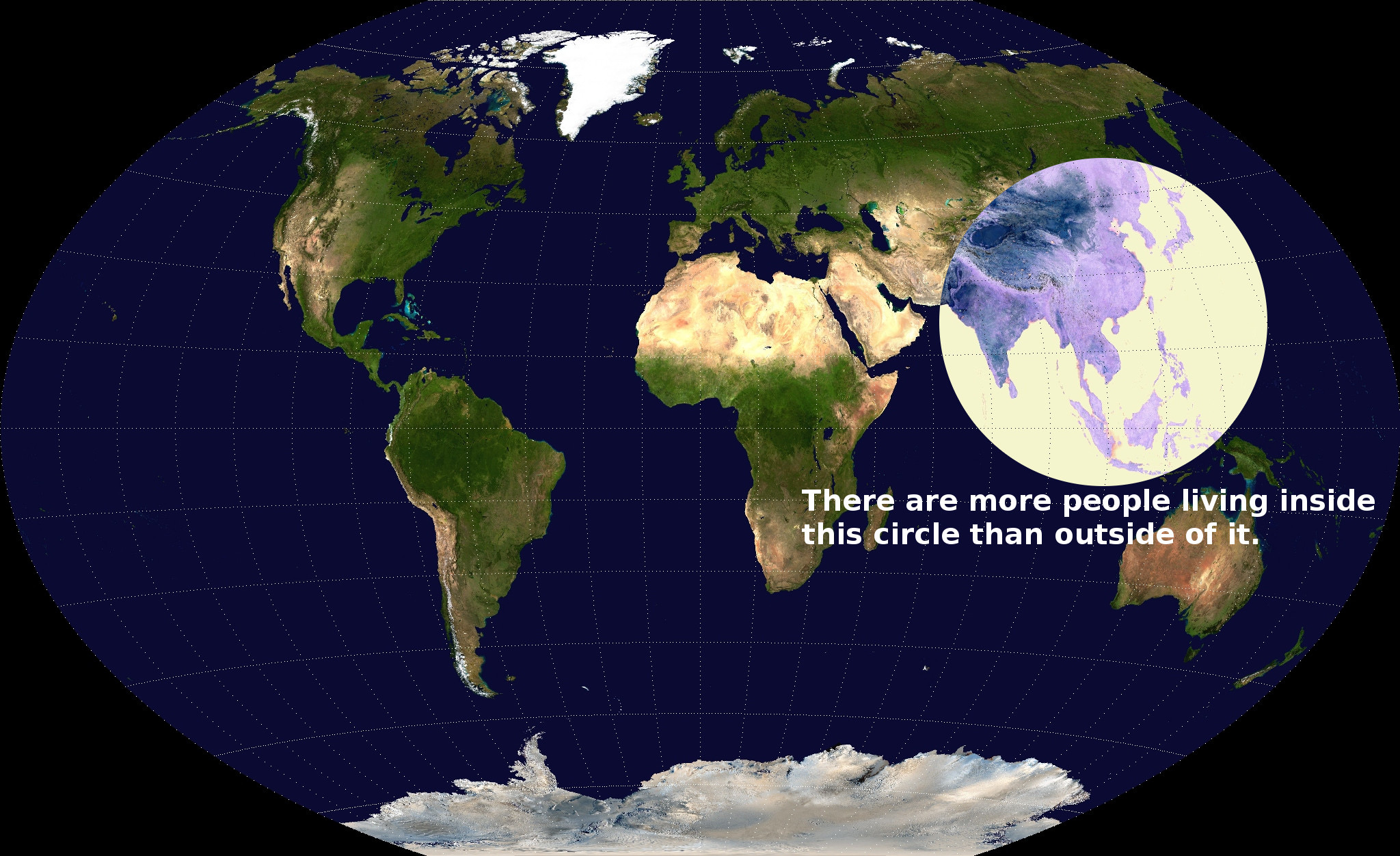
Oryginalna mapa z 2013 roku autorstwa Kena Myersa

Koło Valeriepierisa – okrąg na mapie świata, narysowany tak, że większość populacji świata żyje w jego wnętrzu. Mapa została pierwszy raz opublikowana na Reddicie w 2013 roku przez Kena Myersa, od którego nazwy użytkownika na stronie wzięła się nazwa figury. Okrąg ten obejmuje tylko około 6,7% całkowitej powierzchni Ziemi, a jego promień wynosi około 4000 km długości. Mapa stała się popularnym memem i pojawiała się w wielu mediach internetowych.
Oryginalna mapa była przedstawiona na projekcji Windela, więc przez brak dostosowania koła do projekcji było ono niedokładne. W 2015 profesor z Singapuru Danny Quah stworzył nową mapę, tym razem dostosowaną do globu ziemskiego, na której koło miało dokładne wymiary i około 3000 km promienia.